# Hotel Emirates Palace
El Emirates Palace (en árabe قصر الإمارات y al español Palacio de los Emiratos) es un hotel de lujo situado en Abu Dabi, capital de los Emiratos Árabes Unidos. 

## Construcción
Se inauguró en noviembre de 2005 pero algunos restaurantes y balnearios no abrieron hasta un año más tarde. El hotel lo construyó el gobierno de Abu Dabi, que es también su propietario, aunque está dirigido por el grupo alemán de hoteles Kempinski. 
El hotel costó unos 3000 millones de dólares, lo que lo convierte en el cuarto edificio más caro de la historia. El Emirates Palace tiene una superficie total de 850.000m² de suelo. El aparcamiento subterráneo tiene espacio para 2.500 vehículos. Dispone de 2 piscinas y balnearios, además de una playa privada y una pista para helicópteros. Según el New York Times, el Emirates Palace es el hotel más caro jamás construido.

## Características
Muchas de las suites están adornadas con oro y mármol. Las salas en el área central principal son de suelo y balcones de mármol, y con cúpulas adornadas de oro. El piso superior del hotel tiene 6 suites de uso exclusivo para visitas oficiales a los Emiratos, incluye un centro de conferencias de gran tamaño.

#### Habitaciones
El hotel cuenta con 302 habitaciones y 92 suites. Además, en los pisos sexto y séptimo se encuentran las Suites del Palacio. 22 suites con 3 dormitorios están reservadas para dirigenes de estado de visita oficial en los Emiratos. La tarifa mínima es de 400 dólares la noche -aprox. 270 euros al cambio de 1,48 dólares por euro- para las habitaciones Coral; y la más alta es de 11.500 dólares la noche -aprox. 7500 euros- por la Palace Grand Suite.